# Mycosphaerella angelicae
Mycosphaerella angelicae är en svampart som beskrevs av Woron. 1913. Mycosphaerella angelicae ingår i släktet Mycosphaerella och familjen Mycosphaerellaceae.   Inga underarter finns listade i Catalogue of Life.